# 제 계공
제 계공(齊 癸公, ? ~ ?)은 중국 제나라의 제4대 후작이다. 이름은 자모(慈母)다. 을공의 아들로 뒤를 이었다. 서주 의왕 말년에 죽었고, 아들 애공이 뒤를 이었다.
| 전 임 을공 득 | 제4대 제나라 후작 | 후 임 애공 불신 |